# 岩田信
岩田 信（いわた しん、1864年12月11日（元治元年11月13日）- 1910年（明治43年）9月4日）は、明治期の弁護士、政治家。衆議院議員。幼名・信二郎。号・吉甫。

## 経歴
丹波国加佐郡大俣村（京都府加佐郡岡田上村字大俣、加佐町を経て現舞鶴市大俣）で、郷士、大庄屋、農業・岩田伊左衛門、千重の二男として生まれる。草場船山に師事し漢学を修めた。1879年（明治12年）ころに上京し、称好塾に入り杉浦重剛の薫陶を受けた。代言人（弁護士）を目指し1884年（明治17年）大学予備門を卒業。司法省法学校に進み1887年（明治20年）10月に卒業して代言人資格が与えられた。
1889年（明治22年）京都市で法律事務所を開設し、民事専門の弁護士として活躍した。京都弁護士会長、日本赤十字社正社員、相互生命保険合資会社賛助員、破産管財人なども務めた。
1903年（明治36年）3月、補欠選挙で京都市会議員に選出され、1907年（明治40年）4月まで在任した。1903年9月、京都府会議員となり1904年（明治37年）8月まで在任し、参事会員も務めた。
1904年（明治37年）3月、第9回衆議院議員総選挙（京都府京都市）で落選したが、1908年（明治41年）5月の第10回総選挙（京都府郡部、立憲政友会）で当選を果たした。東京日本橋箱崎町4丁目に事務所を構え、政友会政務調査委員、衆議院予算委員、同請願委員などを務めたが、病を得て療養に努めた。1期目の議員在任中、1910年9月に東京市本郷区丸山新町の自宅で糖尿病により死去した。

## 親族
- 長兄 岩田誼太郎（京都府会議員）[1]